# Pablo Martín Benavides
Pablo Martín Benavides (n. Málaga; 20 de abril de 1986) es un jugador profesional español de golf.
Pablo Martín nació en Málaga, y estudió en la Universidad del Estado de Oklahoma, en los Estados Unidos.

## Carrera
En abril de 2007, se convirtió en el primer amateur en ganar un torneo del European Tour al vencer en el Estoril Open de Portugal. Por haberlo hecho en condición de amateur no obtuvo el premio de 208.330 euros. Se convirtió en profesional en junio de 2007.
Tras hacerse profesional, consiguió conservar la tarjeta europea tanto en 2008 como en 2009. En el primer evento de la temporada 2010, el Alfred Dunhill Championship, consiguió su segunda victoria del European Tour logrando repetir triunfo un año después, consiguiendo su tercer título del Circuito Europeo.

## Victorias (3)

### European Tour (3)
- 2007: Estoril Open de Portugal (siendo aún amateur)
- 2010: Alfred Dunhill Championship
- 2011: Alfred Dunhill Championship

## Resultados en Torneos Major
| Torneo                | 2007 | 2008 | 2009 | 2010 | 2011 |
| --------------------- | ---- | ---- | ---- | ---- | ---- |
| Masters de Augusta    | DNP  | DNP  | DNP  | DNP  | DNP  |
| U.S. Open             | T30  | DNP  | CUT  | T82  | DNP  |
| The Open Championship | CUT  | DNP  | DNP  | DNP  | DNP  |
| PGA Championship      | DNP  | DNP  | DNP  | DNP  | DNP  |

DNP = No jugó

CUT = No pasó el corte

"T" = Empatado